# 井元乾一郎
井元 乾一郎（いもと けんいちろう、1946年6月17日 - ）は、岡山県苫田郡鏡野町出身の地方政治家。鏡野町長を務めた後、1999年より岡山県議会議員を務める。

## 略歴
- 1946年 - 岡山県苫田郡鏡野町に生まれる。郷小学校、鏡野町立鏡野中学校、岡山県立津山高等学校、鳥取大学農学部総合農学科を卒業。
- 1969年 - 鏡野町職員として就職。
- 1993年 - 鏡野町長に初当選。
- 1997年 - 2期目の当選。
- 1999年 - 統一地方選挙で岡山県議会議員に初当選。
- 2013年 - 県議会副議長（任期1年）[1]。
- 2016年 - 県議会議長（任期1年）[1][2]。

## 活動
鏡野町長時代に「鏡野町総合計画」の子供を大切にの主題からキャッチフレーズに日本のペスタロッチタウン・鏡野を定めた。ペスタロッチ像を建て、ペスタロッチゆかりの町であるスイスのイヴェルドン・レ・バンからケルネン市長夫妻を招いて「ペスタロッチ祭」を開催した。1996年に、鏡野町とイヴェルドン市が、ケルネン市長夫妻ら8名、井元乾一郎夫妻ら10名、在ジュネーブ日本政府代表部から2名が出席して友好憲章を締結した。翌年、第1回友好都市交流事業を開始したほか、すべての小学6年生の児童を対象として「ペスタロッチ賞」の表彰なども実施した。町をあげての取り組みが高い評価を得て1997年10月3日、鏡野町は地方自治法施行50周年記念式典において地域振興部門の県知事表彰を受けている。
2016年現在、県議会会派の県政会に所属している。
2010年4月7日、自民党の70歳定年制により参議院選挙の公認が得られていない片山虎之助の追加公認を求める要望書を、大島理森自民党幹事長に手渡した。また同年4月17日、東京都内で開かれた全国地方議員緊急集会で民主党への陳情の一元化反対を訴えた。